# 阿尔蒂沃莱
阿尔蒂沃莱（義大利語：Altivole），是意大利威尼托大区特雷维索省的一个市镇。总面积21.95平方公里，人口6710人，人口密度305.7人/平方公里（2009年）。国家统计（ISTAT）代码为026001。